# Szexuális identitás
A szexuális identitás az ember azon önazonossága, ami eldönti, hogy ki felé vonzódik romantikusan vagy szexuálisan. A szexuális identitás és szexuális viselkedés közel áll a szexuális orientációhoz, de abban különböznek, hogy az identitás kifejezetten az ember önértelmezésére koncentrál, míg a viselkedés arra, hogy az adott személy milyen szexuális rutinokat folytat. A szexuális orientáció pedig arra fókuszál, hogy az ember mely nemekhez vonzódik.
Történelmileg a szexuális identitást főként szexuális kisebbségekkel kapcsolatban volt csak megfigyelve, de a kortárs modellek egy sokkal inkább univerzális folyamatnak tekintik.

## Definíciók

### Általános
A szexuális identitás definíciója szerint: egy személy identitásának azon eleme, amely bemutatja önazonosságukat. Ezen alkotóelemek (például morális, etnikai és vallási) együtt összeállnak egy nagyobb identitásba, ami kulcsfontosságú a többdimenziós identitás kialakulásának folyamatához.
Egy személy élete során változhat szexuális identitása és vagy megegyezik vagy nem biológiai nemével, szexuális viselkedésével vagy valós szexuális irányultságával. Egy 1990-ben folytatott kutatás szerint csak azon nők 16%-a és férfiak 36%-a, akik azt nyilatkozták, hogy volt életük során azonos nemű vonzódásuk, tekintették magukat homoszexuálisnak vagy biszexuálisnak.
A szexuális identitás sokkal közelebbi kapcsolatban van a szexuális viselkedéssel, mint a szexuális orientáció. A fentebb említett kutatás szerint azon nők 96%-a és férfiak 87%-a, aki homoszexuálisnak vagy biszexuálisnak tekintik magukat, voltak is szexuális kapcsolatban azonos nemű partnerrel, míg ez azon személyek között, akik csak azonos nemű vonzódást éreztek, 32% (nők) és 43% (férfiak) volt. Az eredmények leírása után a szervezet azt írta, hogy „Annak kialakulása, hogy az ember magát homoszexuálisnak vagy biszexuálisnak tekintse, nagyon komplex, ami ebben a társadalomban csak hosszú idő során érhető el, gyakran személyes nehézségekkel és önbizalomhiánnyal, nem is beszélve a társadalmi kellemetlenségekről.”

### Identitások
A heteroszexualitás egy személy ellenkező nemű emberekhez való vonzódást ír le. Messze a legnagyobb identitáscsoport.
A biszexualitás egy személy mind férfiak és nők, vagy több, mint egy nem felé való vonzódását írja le. Ez nem mindenképp jelenti azt, hogy egy ember ugyanannyira vonzódik minden nemhez. Gyakran azok, akik vonzódnak több nemhez is, de van preferenciájuk, is biszexuálisnak nevezik magukat.
A homoszexualitás egy személy azonos neműekhez való vonzódását írja le. A magyar nyelvben a homoszexuális nőkre általában leszbikusként hivatkoznak, míg a férfiakra főként a mindkét nemet felölelő meleg elnevezést használják. Ez más nyelvekben különbözhet, angolban a meleg szó megfelelőjét sokkal inkább férfiakra értik.
Az aszexualitás a szexuális vonzódás vagy szexuális aktivitás iránt való vágyódás nemlétét vagy nagyon alacsony jelenlétét írja le. Nincs köze a cölibátushoz.
A pánszexualitás egy személy mások iránti vonzódását írja le, azoknak nemi identitására való figyelem nélkül. Esetekben magukat nemvaknak hívják a pánszexuálisok, azt kiemelve, hogy számukra nem számít a másik személy neme. Esetekben a biszexualitás egy formájának tekintik.
A poliszexualitást definíciója szerint „több különböző szexualitás karakterizálja” és több, de nem az összes nemhez való vonzódást jelent. Azok, akik ezt a kifejezést használják, tehetik azért, mert úgy érzik, hogy a biszexuális kettősségre utal. A legtöbb egyistenhívő vallás megtiltja a poliszexuális aktivitást, de néhány esetben hagyományaik részének tekintik. Gyakran a biszexualitás szinonimájaként kezelik.
A szapioszexualitás egy olyan identitás, ami a másik fél intelligenciájához való vonzódást jelent. A szapioszexualitás nem zárja ki azt, hogy a személy egyben meleg, leszbikus vagy heteroszexuális is lenne. Nem szexuális irányultság. 2014-ben kezdett el ismertebb lenni, mikor az OkCupid randioldal hozzáadta választható identitásai közé. A leggyakoribb a 31 és 40 év közötti személyek között, az oldal felhasználóinak mindössze 0,5%-a választotta. Az identitás kritikusai azt elitistának, diszkriminálónak és kérkedőnek nevezik azt. Az OkCupid 2019 februárjában eltávolította az oldalról.
A kapcsolat anarchia a poliamoria és az anarchia alapelveit összesíti egy fogalomban. Nincsenek kifejezett normái, de főként az amerikai kapcsolatnormákat kritizálja, a párok közötti elvárások hiányát és a hierarchikus különbségeket a barátságos és a romantikus kapcsolatok között.

### Jelöletlen szexualitás
A jelöletlen szexualitás az, amikor egy személy úgy dönt, hogy nem kategorizálja magát. Ennek oka lehet az, hogy az egyén nem biztos szexualitásában vagy nem hajlandó elfogadni egyiket se, mert nem szereti, ha „megcímkézik,” vagy nem akarják, hogy be legyenek zárkózva egyik csoportba se, bizonyos irányultságokba kényszerítve magukat. Egy másik indok lehet az is, hogy „nem hajlandó elfogadni szexuális kisebbségi státuszát.” Mivel az identitás ezen formája egy tudatos döntés arról, hogy az ember nem rendelkezik szexuális identitással, ezért különbözik a biszexualitástól vagy bármilyen más szexuális identitástól. Azok szerint, akik nem címkézik meg magukat, a szexualitás kevésbé stabil és sokkal fluidabb, főként a személyre koncentrálnak, nem a nemükre.
Nők esetében gyakran megesik, hogy nem kategorizálják magukat, mert nem tudják, hogy a jövőben milyen kapcsolataik lesznek. Ez is mutatja, hogy az identitásuk ki nem választása szabadabbá teszi az ilyen személyeket, hogy elérhessék valós szexualitásukat, mert nincsenek nyomás alatt, hogy bizonyos nemhez vagy nemekhez vonzódjanak. Pham, Q.T. (2022) elvégzett egy kutatást a szexuális identitás kezeléséről dolgozó nők köreiben. Ez az mutatja, hogy a női munkavállalók oly identitást választanak, ami a sajátjukkal megegyezik. Ezen döntések közé tartozik az identitásváltozás, a fluid identitás és az identitás ellenállása.

## Modellek
Több modellt és kutatást is létrehoztak a coming out folyamatáról, mint a meleg és leszbikus identitás fejlődésének része (pl. Dank, 1971; Cass, 1984; Coleman, 1989; Troiden, 1989). Ezek a történelmi modellek a szexuális identitás kialakulását főként a szexuális kisebbségek által elszenvedett folyamatként nevezték meg. De nem minden LMBT-ember éli meg ugyanezeket a modelleket. Például esetkben fiatal LMBT-személyek ugyanúgy fedezik fel szexualitásukat és fogadják el azonos nemű vonzódásaikat vagy nemi identitásukat, mint bármely heteroszexuális személy kamaszkor idején, bármilyen különbség, stigma vagy szégyen nélkül. A kortárs modellek szerint a folyamat sokkal általánosabb és univerzálisabb. A jelenlegi modellek megpróbálják figyelembe venni a régieket, mint Marcia ego-identitás státuszait.
A Cass identitás modell, amit Vivienne Cass hozott létre, hat szakaszban írja le a sikeres coming out folyamatát: 1. identitás megzavarodás, 2. identitás összehasonlítás, 3. identitás tolerancia, 4. identitás elfogadása, 5. identitás büszkeség és 6. identitás szintézis. Fassinger meleg és leszbikus identitásfejlődési  modellje négy szakaszt ír le, egyéni és csoportos szinten is: 1. tudatosság, 2. felfedezés, 3. mélyülés/elkötelezettség és 4. szintézis.
Bizonyos modellek nem használnak elkülönített szakaszokat, hanem inkább független folyamatok összemosódásaként írják le. Például a D’Augelli modell hat, nem sorrendbe helyezett fázist ír le, mint az identitás folyamata: az eltávolodó heteroszexuális identitás, a kifejlődő személyes LMB-identitás, a társadalmi LMB-identitás, LMB-elfogadás, kialakuló intim LMB-státusz és a csatlakozás az LMB-közösséghez.
A Szexuális Identitási Fejlődés Egyesítő Modellje az egyetlen, ami jelenleg a heteroszexualitást is a folyamat részének tekinti: kötelező heteroszexualitás, aktív felfedezés, diffúzió, elmélyülés és elkötelezettség, majd szintézis.
A kortárs modellek a szexuális kisebbségi folyamat helyett inkább univerzálisként tekintenek az identitás kialakulására, azt is figyelembe véve, hogy nem csak a szexuális kisebbségek esnek át szexuális identitásuk kialakulásán, hanem a heteroszexuális személyek is. A legújabb kutatások támogatják ezt az elméletet, bemutatva azt, hogy a heteroszexuálisok is kimutatják az összes Marcia-státuszt saját szexualitásukon belül.